# Versatile (sexualité)
Pour les articles homonymes, voir Versatile.
Dans une relation homosexuelle, le terme versatile ou polyvalent ou encore recto verso renvoie à une personne qui se plaît à adopter une position passive ou active, sans se limiter à un seul de ces rôles. Elle peut être pénétrée par son partenaire ou pénétrer celui-ci.
Le terme versatile s’emploie également pour désigner des personnes préférant être pénétrée (« versatiles plutôt passives ») ou préférant pénétrer (« versatiles plutôt actives »), par opposition aux passifs et actifs « purs ».
Ce terme se rapporte à la sexualité, aussi le rôle versatile n'induit pas nécessairement une identité plus « efféminée » qu’un « actif pur » ou plus virile qu’un « passif pur ». Les rôles sexuels ne dépendent pas de la façon d'exprimer le genre.
Versatile est un anglicisme, auquel correspond le terme français polyvalent.